# Batrisodes songxiaobini
Batrisodes songxiaobini (лат.) — вид мирмекофильных жуков-ощупников (Pselaphinae) из семейства стафилиниды. Вид назван в честь Xiao-Bin Song, собравшего типовую серию.

## Распространение
Китай, Yunnan.

## Описание
Мелкие коротконадкрылые жуки. Длина тела 2,6 мм, длина головы 0,5 мм. Основная окраска красновато-коричневая. Булава усиков 3-члениковая. Глаза из 55 фасеток. Усики 11-члениковые, брюшко из 5 видимых тергитов. Вертлуги короткие, ноги прилегают к тазикам. Надкрылья в базальной части с 3 ямками. Мирмекофилы, ассоциированы с муравьями Formica, в земляных гнёздах которых под камнями и были найдены.